# 日テレプラス ドラマ・アニメ・音楽ライブ
日テレプラス ドラマ・アニメ・音楽ライブ（にっテレプラス ドラマ・アニメ・おんがくライブ）は、日本テレビ（日テレ）系列のCS日本（CS日テレ）が運営する専門チャンネル。略称は「日テレプラス」。

## 概要
- 2020年10月現在、スカパー!（東経110度CS放送）（CS日本自らによる直営放送）やスカパー!プレミアムサービス[注 2]、スカパー!プレミアムサービス光及び全国各地のケーブルテレビに加入することで視聴出来る。スカパー!では、2011年3月29日より画面比16:9（1.78:1）のフルサイズ・標準画質放送を行っていたが、2018年8月28日よりハイビジョン放送に移行した。なお、プロ野球中継導入前はイッツコムなど視聴出来ないケーブルテレビ局が多かった。
- 日テレやその系列局で放送された名作ドラマやアニメ、バラエティ番組を総合的に編成・放送している[注 3]。また、日テレジェニックを初めとするグラビアアイドルやアナウンサーが出演するオリジナル番組も制作している。
- 往年のバラエティ番組の再放送には長らく消極的であったが、2009年末に『天才・たけしの元気が出るテレビ!!』や『カックラキン大放送!!』を放送したのを皮切りに、順次番組数を増やしている。
- スポーツ中継は、日テレ本体が運営していた[注 4] 別のチャンネル「日テレジータス」（G+）で主に放送され、このチャンネルで放送されるのはフィギュアスケートのエキシビション大会程度であった。しかし、2012年にはプロ野球・福岡ソフトバンクホークスの全主催ゲームの放映権を獲得した[3] が、2013年はソフトバンク戦の放映権がFOX SPORTS ジャパンに移り、同年から当チャンネルでは東北楽天ゴールデンイーグルス戦を中継した[4] ものの、2014年限りで撤退した（放映権がJ SPORTSへ移管されたため）。
- さらに、2009年3月までは一部の時間帯に『サイエンスチャンネル』の番組も放送していた[注 5]。かつての「日テレプラス&サイエンス」（にっテレプラスアンドサイエンス）というチャンネル名も、この点に由来する。
- 読売新聞（朝刊）の第2テレビ・ラジオ面では、当チャンネルの番組表が掲載されている（一部の地域を除く）。
- 日テレグループの「3波一体編成」に伴い2013年の日テレ（地上波）を皮切りに2014年にBS日テレ・日テレNEWS24・日テレG+の3チャンネルのロゴが地上波に合わせ「Øテレ」が入ったロゴで統一されたが、当チャンネルの「日テレ」のロゴは最も変更が遅れ、2014年3月までは前代のものを引き続き使用していた（+を図案化したものに「日テレ」の当時のロゴが入っていたもの）が、翌4月より地上波などと同じロゴタイプを使用した「Øテレプラス」（「プ」の半濁点の内側が「+」になっている）というものに変更された。但し、一部の番宣スポットでは、先行して「新ロゴ」が使用されている。
- チャンネルロゴ表示は番組本編中に右下に表示されている。ただしプロ野球中継のみはスコアボードを右下に表示するため、それに重複しないよう右上に表示される。
- チャンネル名が『日テレプラス ドラマ・アニメ・スポーツ』になるまでは「日テレにアレをプラス!」というキャッチコピーを使用していた。

## 沿革
現在の『日テレプラス ドラマ・アニメ・音楽ライブ』というチャンネル名は、6代目のものである。
- 2002年4月1日 - プラット・ワンCh.009にて、「マンマTV・サイエンス」の名称で開局。子育てや科学に関する番組を軸に編成。
- 2004年
  - 3月 - プラット・ワンとスカイパーフェクト・コミュニケーションズの合併（のちのスカパーJSAT）につき、プラットフォームをスカパー!110（現・スカパー!）に移行。
  - 4月 - チャンネル名称を「○○九ちゃん&サイエンス」に変更、チャンネル番号をCh.300に変更。
- 2005年4月1日 - チャンネル名称を「日テレプラス&サイエンス」に変更。現行に近い番組編成となる。
- 2006年1月1日 - スカイパーフェクTV!（現・スカパー!プレミアムサービス）Ch.278にて放送開始。
- 2008年4月1日 - チャンネル名称を「日テレプラス」に変更。この名は後のチャンネル名変更後も略称として使われる。
- 2009年3月31日 - サイエンスチャンネルの番組の放送を終了。
- 2010年5月1日 - ひかりTV（Ch.505）にて放送開始。
- 2011年
  - 3月29日 - スカパー!e2の放送を画面比16:9(1.78:1)フルサイズ化。
  - 10月1日 - ひかりTVにて、ハイビジョンチャンネル「日テレプラスHD」の放送を開始[5]。
- 2012年
  - 4月1日 - 日本デジタル配信でも「日テレプラスHD」の配信を開始。供給を受けるケーブルテレビ局で、順次ハイビジョン放送を開始。
  - 9月29日 - スカパー!プレミアムサービスと、スカパー!プレミアムサービス光にてハイビジョン放送を開始[6]。
- 2013年
  - 2月15日 - スカパー!にて、2月1日にND8chに移動した日テレNEWS24の空き帯域を統合し、14スロットに拡大。これにより、画質が向上。ただし、HD放送ではなく標準画質を維持（当時は15スロットが必要とされた）。
  - 6月30日 - スカパー!プレミアムサービス光にて標準画質放送を終了し、HD放送に完全移行した。
  - 9月1日 - チャンネル名称を「日テレプラス ドラマ・アニメ・スポーツ」に変更[7]。
- 2014年
  - 1月1日 - ジャパンイメージコミュニケーションズがターナージャパンに吸収合併されたことに伴い、プレミアムサービスCh.278の標準放送の放送事業者がターナージャパンに変更。
  - 5月31日 - スカパー!プレミアムサービスにて標準画質放送を終了。
- 2016年
  - 7月1日 - チャンネル名称を「日テレプラス ドラマ・アニメ・音楽ライブ」に変更。
  - 12月1日 - スカパー!プレミアムサービスの衛星一般放送事業者が、同プラットフォームの全テレビチャンネル一斉にスカパー・ブロードキャスティングからスカパー・エンターテイメントに変更。
- 2018年8月28日 - スカパー!の帯域が12スロットに縮小したものの、エンコード技術の向上を受けハイビジョン放送を開始。
- 2022年4月1日 - スカパー!（プレミアムサービス含む）において同日以降の新規契約より、日テレジータス・日テレNEWS24との3チャンネルセット契約に移行（税込み1100円）[8]。

## 主な番組
現在放送している、または過去に放送された番組をまとめる。

### オリジナル番組
- クリック!日テレプラス
- 妻にはショナイで!
- 鉄道発見伝 鉄兄ちゃん藤田大介アナが行く! - 2013年10月に（BSスカパー/スカチャン5）で先行放送。
- ねころんで。
- 万発・ういち・ヤング もうちょっと風に吹かれて。
- 女流雀士のノックアウト★マッチ〜麻雀・日テレプラス杯2017頂上決戦
- 梶100!〜梶裕貴がやりたい100のこと〜
- 2.5次元ナビ！
- @JAM TV powered by LIVE DAM STADIUM
- 松原タニシのホラー学〜創造するコワイ世界〜
- 松原タニシのいきなりホラー旅
- ふぉ〜ゆ〜の王道テレビ 〜これにかけてるんで!
- Appare!@チャンネル
- 日本で味わう世界食堂

過去
- 笑点Jr.
- もっと!もっと!Oha!4 JD隊
- 休日の真山ミーヤ
- 日テレジェニック美女2
- イチオシ!!日テレ☆アナちゃん
- 大爆笑!!サンミュージックGETライブ
- ぶらり長崎・山陰途中下車の旅
- 阿藤快・彦摩呂のどっちの定食?
- 彦摩呂の東京スイーツパラダイス
- アイドル☆リーグ!（NOTTVへ移行）
- 猫道（ねこどう）・猫道2（-にゃん）・猫道リターンズ
- らくらくゴーゴー!
- 大人THEライブ

### ドラマ
- 天まであがれ!
- 太陽にほえろ!（ファミリー劇場でも放送）
- 大都会 闘いの日々 / -PARTII / -PARTIII
- あぶない刑事/もっとあぶない刑事（ファミリー劇場でも放送）
- 刑事貴族（ファミリー劇場でも放送）
- 前略おふくろ様
- 土曜グランド劇場→Surprise Saturday→土曜ドラマ枠作品
  - 熱中時代（教師編1・2、刑事編）
  - 池中玄太80キロ（i - iii、スペシャル）
  - 家なき子
  - 女王の教室
  - 悪夢ちゃん
  - 35歳の高校生
  - 掟上今日子の備忘録
- 水曜ドラマ枠作品
  - 愛さずにいられない
  - 隣人は秘かに笑う
  - 幸福の王子
  - あいのうた
  - CAとお呼びっ!
  - ハケンの品格
  - 14才の母
  - 曲げられない女
  - 花咲舞が黙ってない（第1・2シリーズ）
  - きょうは会社休みます。
  - Dr.倫太郎
  - ハコヅメ～たたかう！交番女子～

他多数
- 火曜ドラマ枠作品
  - 学校じゃ教えられない!
  - 貧乏男子 ボンビーメン

他多数
- 日曜ドラマ枠作品
  - ワイルド・ヒーローズ
  - デスノート
  - エンジェル・ハート
  - 臨床犯罪学者 火村英生の推理
  - ゆとりですがなにか
  - 視覚探偵 日暮旅人

他多数
- 火曜サスペンス劇場作品（ファミリー劇場でも放送）
- HiGH&LOWシリーズ

過去
- いろはの"い"
- 消えた巨人軍（CS初出は東映チャンネル）
- 大激闘マッドポリス'80→特命刑事（同上）
- 探偵物語（同上）
- 誇りの報酬
- ジャングル / NEWジャングル
- 子連れ狼
- 子供が寝たあとで
- 家なき子（チャンネルNECOでも放送）
- 明日があるさ
- ゴールデンボウル
- あんちゃん
- ぼくの魔法使い
- 星の金貨
- 続・星の金貨
- 恋のバカンス
- ホタルノヒカリ
- 働きマン
- 斉藤さん
- せいぎのみかた
- 家政婦のミタ
- 西遊記（CS初出はファミリー劇場）
- 八百八町夢日記（時代劇専門チャンネルでも放送）
- 黄金の舌ドラマ作品

### アニメ
- きまぐれオレンジ☆ロード（CS初出はキッズステーション、フジテレビTWOでも放送）
- それいけ!アンパンマン（キッズステーションでも放送）
- 六神合体ゴッドマーズ
- お伽草子
- HUNTER×HUNTER（2011年・日本テレビ版、アニマックスでも放送）
- ふしぎなメルモ（1998年のリニューアル版）
- キン肉マン（一時期｢フジテレビTWO｣で放送された時期があった。テレ朝チャンネルでも放送）
- 魁!!男塾（フジテレビ制作）
- サイボーグ009（テレビ朝日制作、東映チャンネルでも放送）
- ブラック★ロックシューター（OVA版）
テレビシリーズはフジテレビ製作委員会参加で、CSではフジテレビTWOで放送。
- 読売テレビ（ytv）制作
  - 名探偵コナン（TVシリーズ、アニマックスでも放送）
劇場版（キッズステーションでも放送）やドラマ版も放送。
  - ルパン三世シリーズ
テレビスペシャル、劇場版・OVA版が中心。キッズステーション（スペシャル版、通常版）、アニマックス（通常版）でも放送。
  - 犬夜叉シリーズ（第1期のCS初出はアニマックス）
  - 結界師（キッズステーション、アニマックスでも放送）
- 深夜帯放送の作品
  - ちはやふるシリーズ
  - ばらかもん
  - DEATH NOTE（ファミリー劇場、アニマックス、キッズステーションでも放送）
  - 俺物語!!
  - ナースウィッチ小麦ちゃんシリーズ（R/マジカルて）
  - 風が強く吹いている
- おはようハクション大魔王（ZIP!で放送）
- みんなだいすき そらジロー（news every.で放送）
- ねころんでテレビ。

読売中京FSホールディングスの連結子会社4局の中では読売テレビ制作番組のみ放送されている。
一部の作品においては、自社制作の特別番組（声優などが出演）が放送されることがある。
また、毎年夏休み期間中は「アニメ博」という集中特別編成を実施している。
過去
- ぴえろ魔法少女シリーズ
  - 魔法の天使クリィミーマミ
  - 魔法の妖精ペルシャ

- 宝島
- アニメンタリー 決断
- ときめきトゥナイト
- 伊賀野カバ丸
- はじめの一歩シリーズ（CS初出はファミリー劇場、アニマックスでも放送）
- 電脳警察サイバーコップ
- 深夜帯放送の作品
  - 君に届けシリーズ（キッズステーション、フジテレビTWOでも放送）
  - NANA（フジテレビTWOでも放送）
  - CLAYMORE（AT-Xでも放送）
  - 魔人探偵脳噛ネウロ
  - 秘密 〜The Revelation〜
  - 魍魎の匣
  - 蒼天航路

- 読売テレビ（ytv）制作
  - ヤッターマン（リメイク版、アニマックスでも放送）
  - ルパン三世VS名探偵コナン （キッズステーションでも放送）
  - 輪廻のラグランジェシリーズ（ytvは製作委員会参加）

### 音楽
- ZIP!関連
  - ZIP!春フェス
  - ZIP!夏祭り
- バズリズムライブ

過去
- ザ・トップテン（第一興商スターカラオケ→ファミリー劇場でも放送）
- 歌のトップテン（歌謡ポップスチャンネル→ファミリー劇場でも放送）
- LIVE MONSTER日テレプラスオリジナル版
- THE夜もヒッパレ（ファミリー劇場でも放送された。）
- AX MUSICプラス
- Mint Jazz

### スポーツ
- 荒川静香 フレンズ・オン・アイス
- LOTTE presents THE ICE

過去
- 巨人の魂
- 全緑疾走!Vamos!ヴェルディ
- 日テレプラス プロ野球中継 HAWKS Perfect Live（2012年）
- 日テレプラス プロ野球中継 楽天イーグルス HEAT! LIVE（2013年・2014年）
  - ほぼ月間イーグルス

- AFCチャンピオンズリーグ（2013年 - 2016年）
日テレジータスやBS日テレ・地上波と分担して放送。

### バラエティ
- 天才・たけしの元気が出るテレビ!!（ファミリー劇場でも2012年4月 - 2013年1月に放送された）
- カックラキン大放送!!（ファミリー劇場でも2011年12月 - 2012年1月に放送された）
- 進め!電波少年（ファミリー劇場でも2012年4月から放送された）
- エンタの神様
- ナイナイサイズ!
- ビートたけしのお笑いウルトラクイズ（ファミリー劇場でも2012年7月に放送）
- ぐるぐるナインティナイン
- ものまねバトル
- 札幌テレビ制作
  - 1×8いこうよ!（BS松竹東急でも放送。）
  - 北海道ぶらり旅（どさんこワイド内のコーナー）
- NOGIBINGO!シリーズ
- 乃木坂どこへ
- ノギザカスキッツシリーズ
- STU↗でんつ!（広島テレビ制作）

過去
- AKBと××!（ytv制作）
- TA☆RO（中京テレビ制作）
- 関口さん1→関口さんとなぎらさん→万田TV（テレ玉他）
- 玉ニュータウン（テレ玉制作）
- saku saku（tvk制作、金曜放送分のみ）
- カイブツ
- 黄金の舌バラエティー枠
  - ルドイア☆星惑三第他

### 舞台
- 演劇集団キャラメルボックス（シアター・テレビジョンでも随時放送）
- 日本アカデミー賞授賞式

### その他
- MOCO'Sキッチン（ZIP!内のコーナー）
- オトナの日曜日（R-15、R-18相当の成人向け映像作品を放送）